# میراث فرهنگی ناملموس

نشان کنوانسیون پاسداری از میراث فرهنگی ناملموس

میراث فرهنگی ناملموس (انگلیسی: Intangible cultural heritage) توسط یونسکو به عنوان همتای میراث جهانی یونسکو ترویج می‌شود و تمرکز عمده آن بر جنبه‌های ناملموس فرهنگ است. یونسکو در سال ۲۰۰۱ با انجام تحقیقی در میان کشورها و سازمان‌های مردم‌نهاد تلاش کرد تا توافق آنان برای ارائه تعریفی از میراث ناملموس و بستن پیمان‌نامه‌ای در این زمینه را به دست آورد که نتیجه آن کنوانسیون پاسداری از میراث فرهنگی ناملموس بود که در سال ۲۰۰۳ به تصویب رسید.

## تعریف
میراث فرهنگی ناملموس به تولیدات و فرایندهای فرهنگی گفته می‌شود که با گذشت زمان و از نسل‌های پیشین باقی مانده‌اند. بخشی از دارایی‌های فرهنگی، محصولاتی ملموس مانند ساختمان‌ها یا کارهای هنری هستند. با این حال بخش‌های زیادی از فرهنگ به‌شکل ناملموس است مانند ترانه، موسیقی، رقص، درام، توانمندی، آشپزی، هنر صنایع دستی و جشنواره‌های گوناگون. اینها شکل‌هایی از فرهنگ به‌شمار می‌روند که که قابل ثبت و ضبط هستند ولی ملموس نبوده و قابلیت ذخیره در محل فیزیکی مانند موزه را ندارند ولی از طریق ابزارها و وسایلی که در آن‌ها به‌کار رفته‌اند قابل تجربه‌کردن هستند. این وسایل فرهنگی توسط سازمان ملل متحد گنجینه‌های بشری نامیده شده‌است.

## نگارخانه

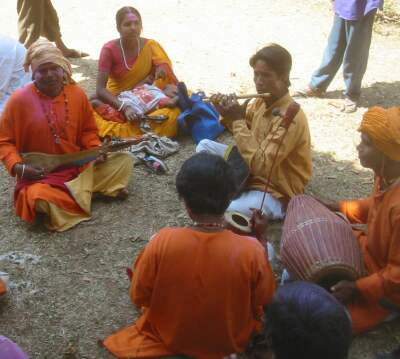
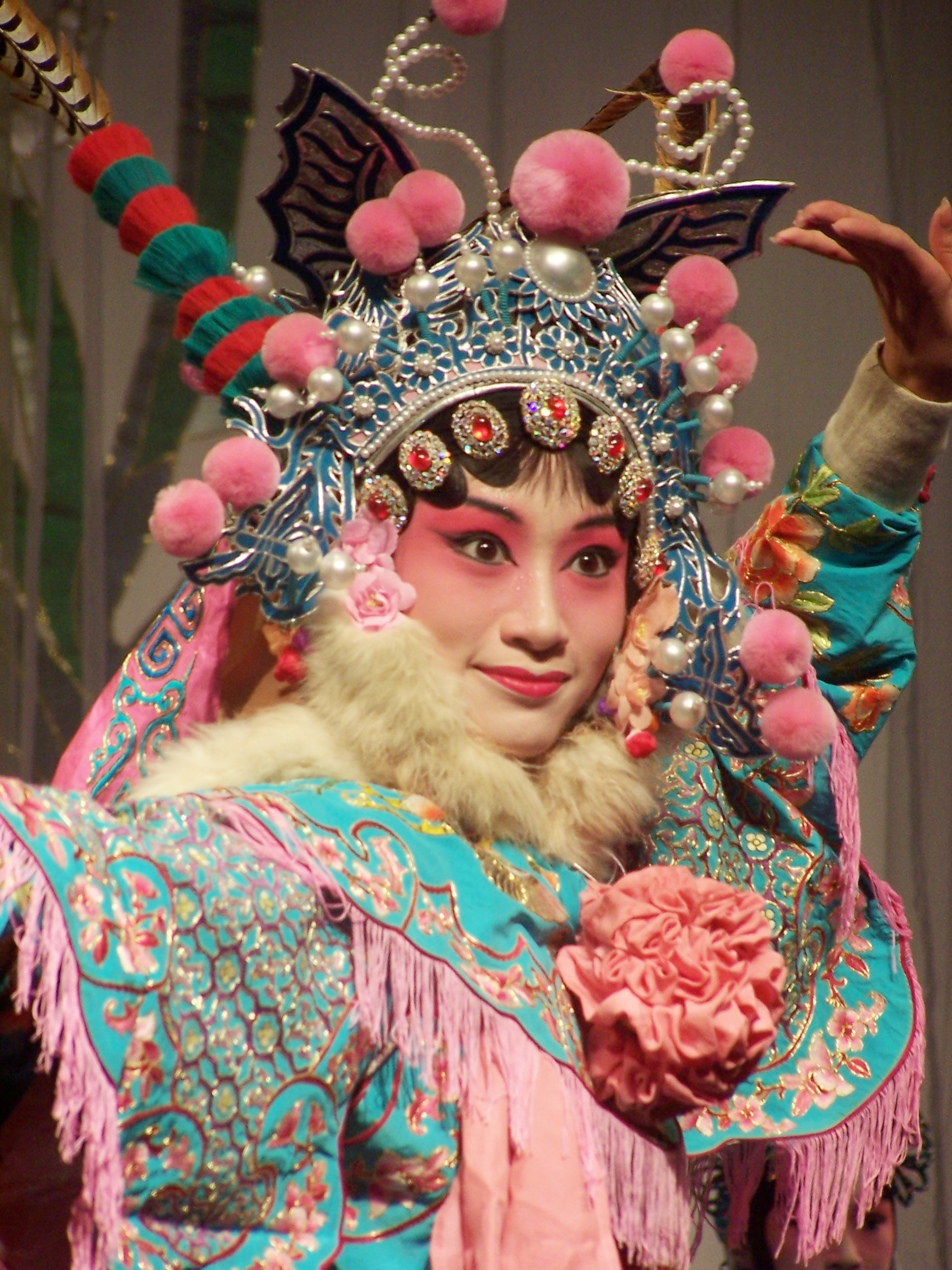
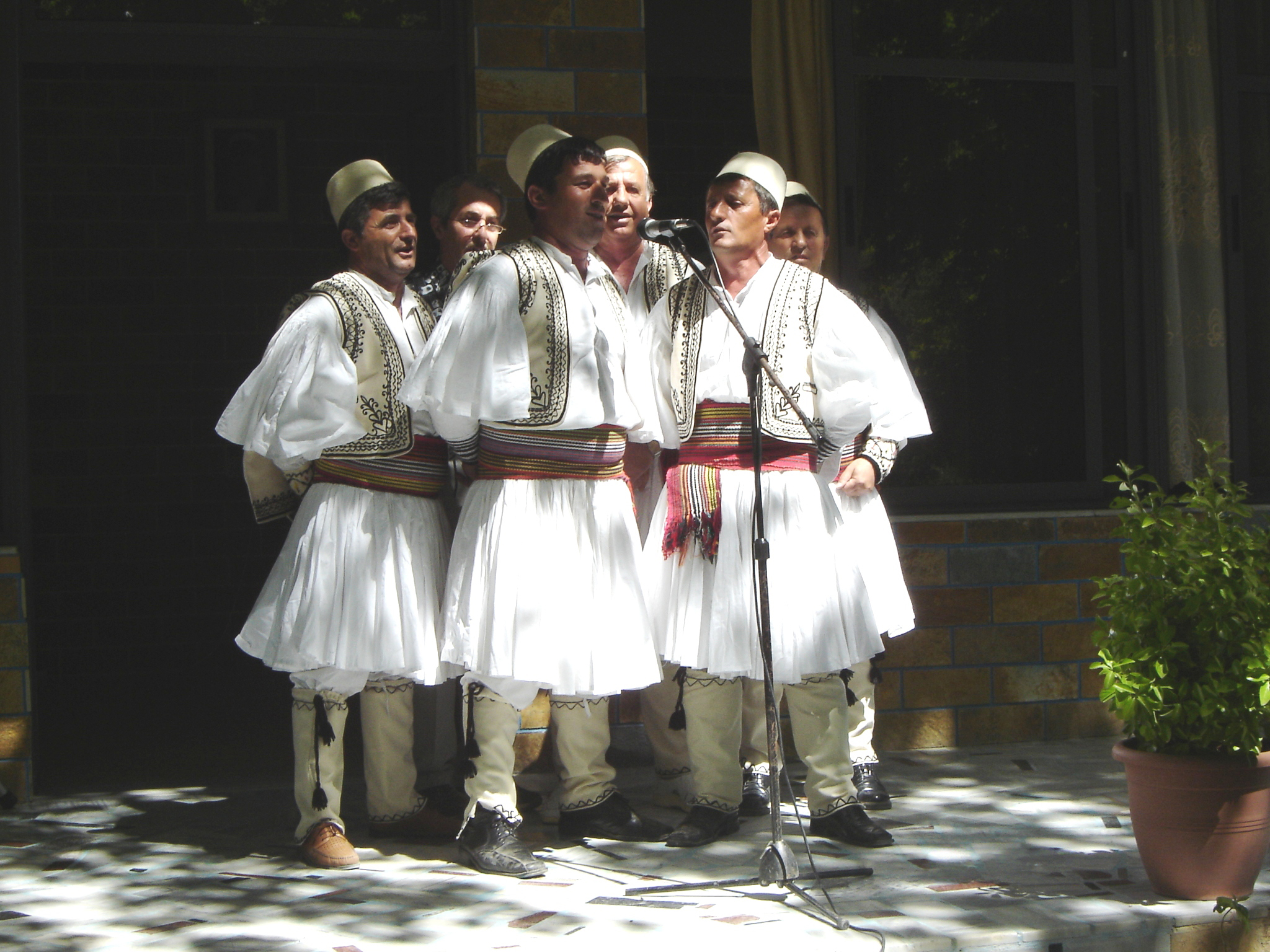
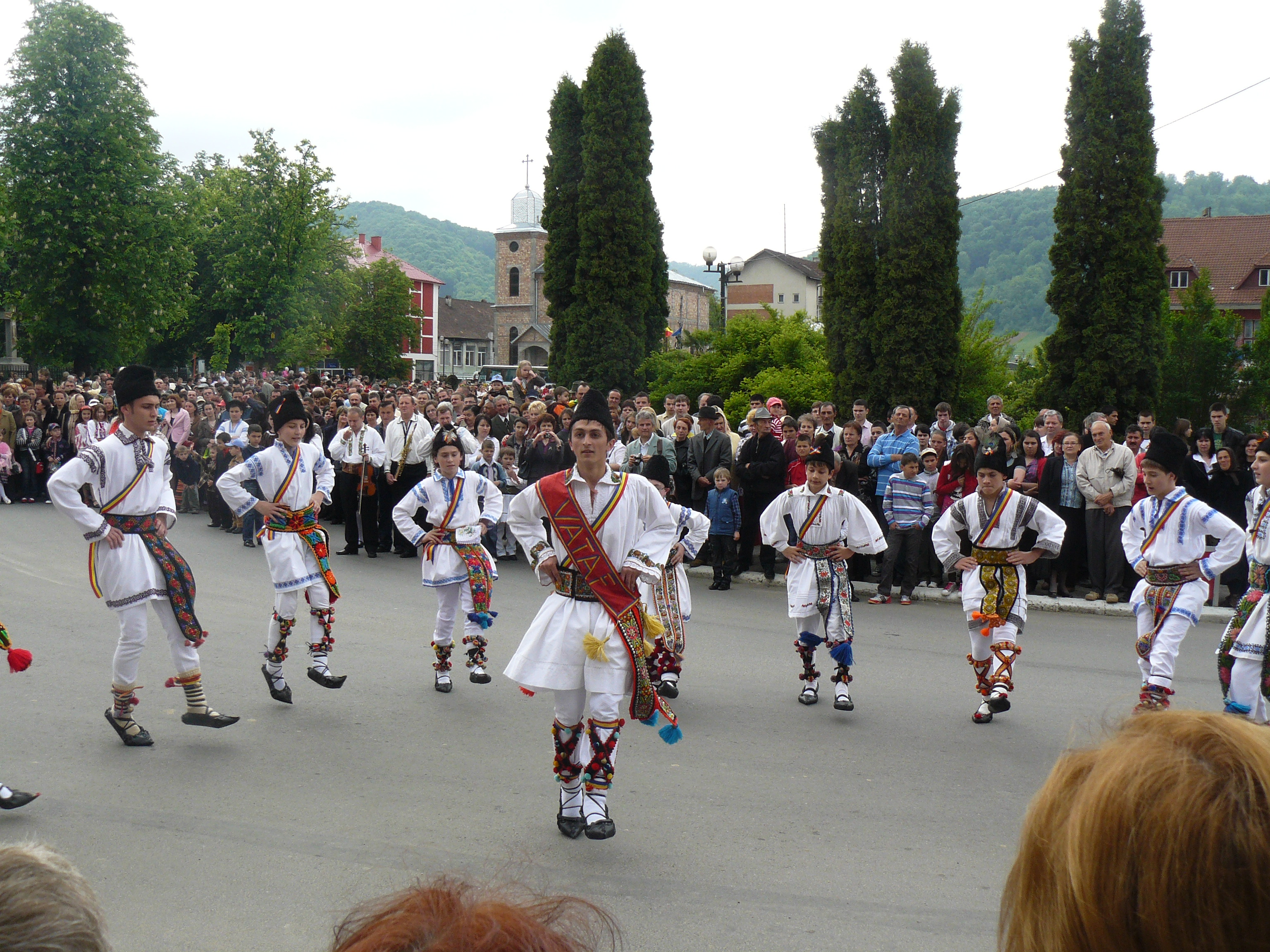
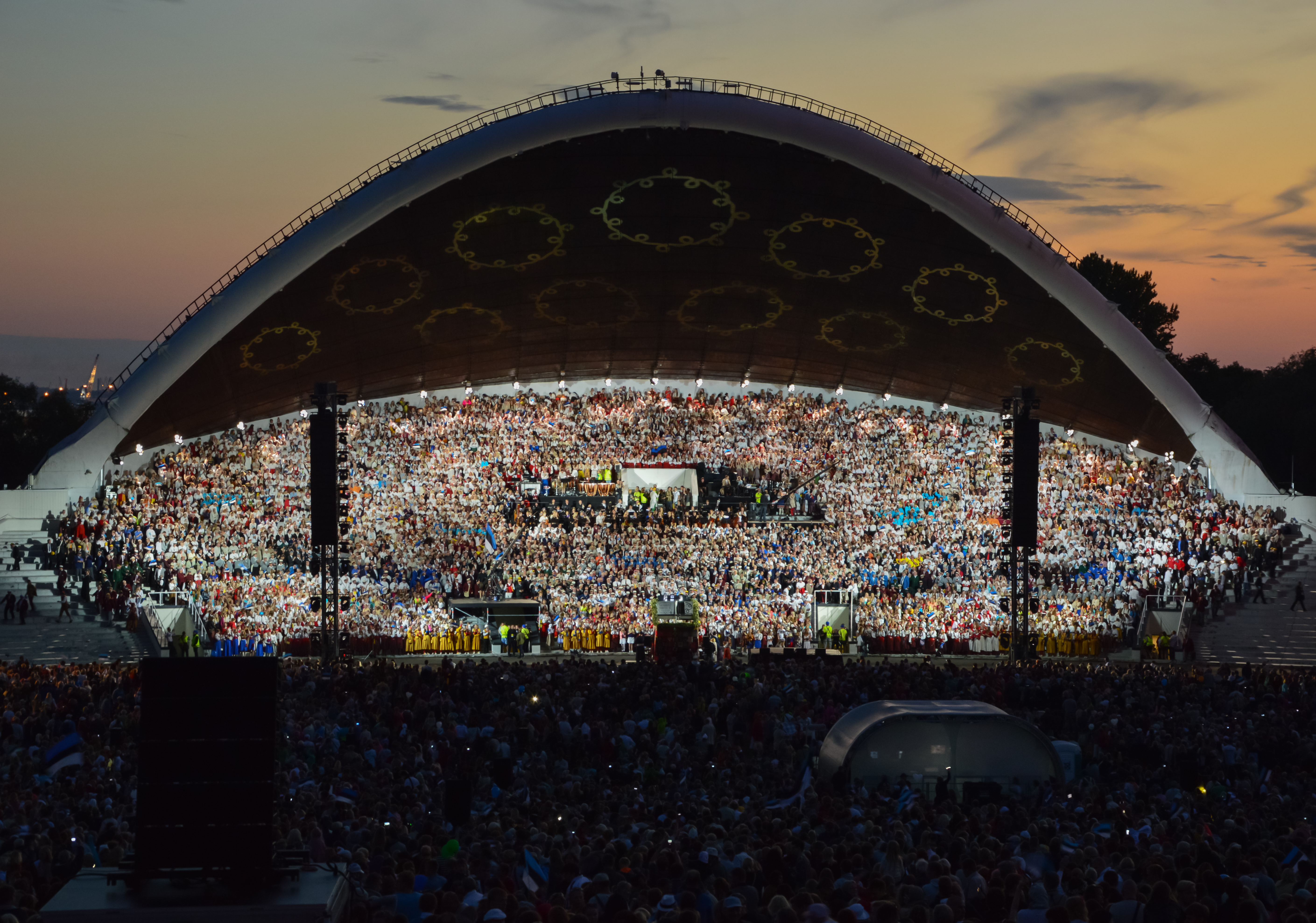

## میراث فرهنگی ناملموس بر پایه کشور
| رتبه | کشور      | تعداد میراث فرهنگی ناملموس ثبت‌شده در یونسکو |
| ---- | --------- | ------------------------------------------- |
| ۱    | چین       | ۳۸                                          |
| ۲    | ژاپن      | ۲۲                                          |
| ۳    | کره جنوبی | ۱۷                                          |
| ۴    | اسپانیا   | ۱۴                                          |
| ۴    | کرواسی    | ۱۴                                          |
| ۶    | فرانسه    | ۱۳                                          |
| ۷    | بلژیک     | ۱۲                                          |
| ۷    | مغولستان  | ۱۲                                          |
| ۷    | ترکیه     | ۱۲                                          |
| ۱۰   | هند       | ۱۱                                          |